# Tresviri capitales
Tresviri (of triumviri) capitales of nocturni was in de Romeinse Republiek aanvankelijk de naam van een college van drie beambten, later van drie magistraten van lagere rang. Ze vormden een onderdeel van het overkoepelende college der Vigintisexviri.

## Historiek
Tresviri capitales werden voor het eerst benoemd in 289 v.Chr., aanvankelijk door de praetor urbanus, maar sinds 242 v.Chr. ingevolge een Lex Papiria verkozen in de comitia tributa.

## Functiebeschrijving
- Als hulp van consuls en praetores urbani waren zij bevoegd in criminele en burgerlijke rechtspraak: zij konden overgaan tot arrestatie en opsluiting, hadden toezicht op het gevangeniswezen, hielden zich bezig met het vooronderzoek, en gingen na de uitspraak van het vonnis ook over tot de uitvoering van de straf.
- Als ondergeschikten van de aediles waren zij eveneens belast met het nachtelijke politietoezicht en de brandweer, en stonden dus in voor de openbare orde en veiligheid.